# Qanawat

Karta över Decapolis med Kanathas läge

Qanawat (arabiska قنوات) är det nutida namnet på den historiska hellensk-romerska staden Kanatha. Kanatha var ett område i det så kallade Decapolis.
Den historiska staden Kanatha är en arkeologisk plats i södra Syrien cirka 100 km sydöst om huvudstaden Damaskus nära as-Suwayda som har en befolkning på cirka 87 000 invånare.

## Historia
Staden omnämns redan i Bibeln och hamnade under Romarriket under romerske kejsaren Pompejus på 60-talet f.Kr. Staden blev senare biskopssäte under 400–500-talet då en stor katedral byggdes. Vidare är staden även en central ort för druserna.